# Mathew Clark
 (décembre 2020).
Si vous disposez d'ouvrages ou d'articles de référence ou si vous connaissez des sites web de qualité traitant du thème abordé ici, merci de compléter l'article en donnant les références utiles à sa vérifiabilité et en les liant à la section « Notes et références ».
Mathew Clark (né le 17 octobre 1990 à Lakewood, dans l'État du Colorado aux États-Unis) est un joueur professionnel canadien de hockey sur glace. Il a joué dans la Ligue nationale de hockey avec les Ducks d'Anaheim, après avoir été sélectionné au 2e tour (37e au total) lors du repêchage d'entrée de la LNH en 2009.

## Carrière de joueur
Fils d'un père canadien, Mat Clark est né à Lakewood aux États-Unis avant de déménager à Milton, en Ontario avec sa famille à l'âge de quatre ans. Avant de devenir professionnel, Clark a joué au hockey junior majeur dans la Ligue de hockey de l'Ontario avec le Battalion de Brampton. Après deux saisons avec le Battalion et ayant démontré son potentiel en tant que défenseur défensif physique, il est sélectionné comme "meilleur défenseur corporel et meilleur défenseur défensif" dans le sondage de l'association de l'Est. Il signe un contrat d'entrée de trois ans avec les Ducks d'Anaheim le 31 mars 2010.

## Statistiques
Pour la signification des abréviations, voir statistiques du hockey sur glace.